# Araneus concinnus
Araneus concinnus là một loài nhện trong họ Araneidae.
Loài này thuộc chi Araneus. Araneus concinnus được William Joseph Rainbow miêu tả năm 1900.